# 岗嘎站
岗嘎站是一個位於中國西藏自治区林芝市米林县羌纳乡岗嘎村的铁路车站。2021年6月25日随拉林铁路的正式开通运营投入使用。车站站房面积2000平方米，外立面以大面积玻璃幕墙为主，两侧柱子中部有吉祥结造型装饰，屋面采用深灰色琉璃瓦坡屋顶挑檐；站场设3条到发线，车站为配套林芝米林机场而修建，目前车站暂停运营中。

## 历史
- 2021年6月25日正式开通运营。
- 2022年3月因客流原因暂停运营。